# Tim Ohlbrecht
Tim Ohlbrecht (nacido el 30 de agosto de 1988 en Wuppertal) es un jugador de baloncesto alemán que pertenece a la plantilla del Enisey Krasnoyarsk. Con 2,11 metros de estatura, juega en la posición de pívot.

## Trayectoria deportiva

### Alemania
Comenzó su carrera profesional en su país en 2005, jugando en el Bayer Giants Leverkusen, para fichar al año siguiente por el Brose Baskets, con el que se proclamaría campeón de la Bundesliga en su primera temporada en el equipo. Durante sus dos primeras temporadas, permaneció en muchos momentos cedido en equipos de categorías inferiores. En la temporada 2008-2009 promedió 3,2 puntos y 2,4 rebotes por partido.
Al año siguiente fichó por el Telekom Baskets Bonn, donde en su primera temporada sus estadísticas subieron hasta los 10,5 puntos y 4,2 rebotes por partido. Tras una temporada más en el equipo de Bonn, en 2011 fichó por el Skyliners Frankfurt, donde jugó una temporada en la que promedió 6,0 puntos y 4,0 rebotes, pero que en los cuatro partidos de play-offs disputados destacaría con 14,5 puntos y 11,3 rebotes.

### Estados Unidos
En 2013 fichó por los Rio Grande Valley Vipers de la NBA D-League, donde en su primera temporada promedió 13,4 puntos y 7,4 rebotes por partido, consiguiendo el anillo de campeón de liga. Disputó el All-Star Game y fue incluido en el segundo mejor quinteto de la NBA D-League. Mediada esa temporada fue reclamado por los Houston Rockets de la NBA, franquicia de la que los Vipers son filiales. Jugó únicamente tres partidos, en los que anotó un total de tres puntos, siendo nuevamente devuelto al equipo de Hidalgo (Texas).
Tras ser despedido por los Rockets, fue reclamado por los Philadelphia 76ers, pero fue despedido antes del comienzo de la temporada, regresando de nuevo a los Vipers. El 1 de marzo de 2014 fue traspasado a los Fort Wayne Mad Ants.

## Estadísticas de su carrera en la NBA

### Temporada regular
| Año     | Equipo  | PJ | PT | MPP | %TC  | %3P  | %TL  | RPP | APP | ROB | TPP | PPP |
| ------- | ------- | -- | -- | --- | ---- | ---- | ---- | --- | --- | --- | --- | --- |
| 2012–13 | Houston | 3  | 0  | 4.0 | .333 | .000 | .333 | .3  | .3  | .3  | .0  | 1.0 |
| Total   |         | 3  | 0  | 4.0 | .333 | .000 | .333 | .3  | .3  | .3  | .0  | 1.0 |